# Sara Goller
Sara Goller (Starnberg, 21 maggio 1984) è una giocatrice di beach volley tedesca.
Inizialmente fa coppia con Frederike Romberg, con la quale vince il Campionato europeo di beach volley under-20 a Salisburgo (2003. Successivamente, fa coppia con Laura Ludwig, con la quale arriva cinque volte consecutive in finale nei campionati nazionali (vincendo tre volte) e conquista il titolo europeo under-23 nel 2006, Infine vince, sempre insieme alla Ludwig, il Campionato europeo di beach volley 2008.

## Palmarès
- Campionato europeo di beach volley: 1 vittoria (2008), 1 secondo posto (2009)
- Campionato europeo di beach volley under-23: 1 vittoria (2006), 1 secondo posto (2005), 1 terzo posto (2004)
- Campionato europeo di beach volley under-20: 1 vittoria (2003)
- Campionato tedesco: 3 vittorie (2006, 2007, 2008), 2 terzi posti (2005, 2009)